# Татарбунарська волость
Татарбунарська волость — історична адміністративно-територіальна одиниця Аккерманського повіту Бессарабської губернії.
Станом на 1886 рік складалася з 3 поселень, 3 сільських громади. Населення — 4121 особа (2079 чоловічої статі та 2042 — жіночої), 741 дворове господарство.
|                     | Площа, десятин | У тому числі орної, дес. |
| ------------------- | -------------- | ------------------------ |
| Сільських громад    | 9324           | 6583                     |
| Приватної власності | 4636           | —                        |
| Казенної власності  | —              | —                        |
| Іншої власності     | —              | —                        |
| Загалом             | 19300          | 11219                    |

Найбільші поселення волості:
- Татарбунар — колонія німців при річці Кугильник за 65 верст від повітового міста, 3077 осіб, 572 дворів, православна церква, синагога, 2 школи, лавка, 2 шинка, завод мінеральної води, 7 винних погребів, базари по неділях.
- Павлівка — село при річці Кугильник, 637 осіб, 104 двори, православна церква, 2 лавки, 3 винних погреби.